# Herb województwa poleskiego

Herb województwa poleskiego
"Pogoń jak w herbie województwa białostockiego z tą odmianą, że ubiór na koniu (siodło i czaprak) i na rycerzu (tło tarczy, którą trzyma rycerz) błękitny."